# Elatostema curvitepalum
Elatostema curvitepalum là loài thực vật có hoa trong họ Tầm ma. Loài này được L.M.Perry mô tả khoa học đầu tiên năm 1951.